# Leichtathletik-Europameisterschaften 2002/Speerwurf der Frauen

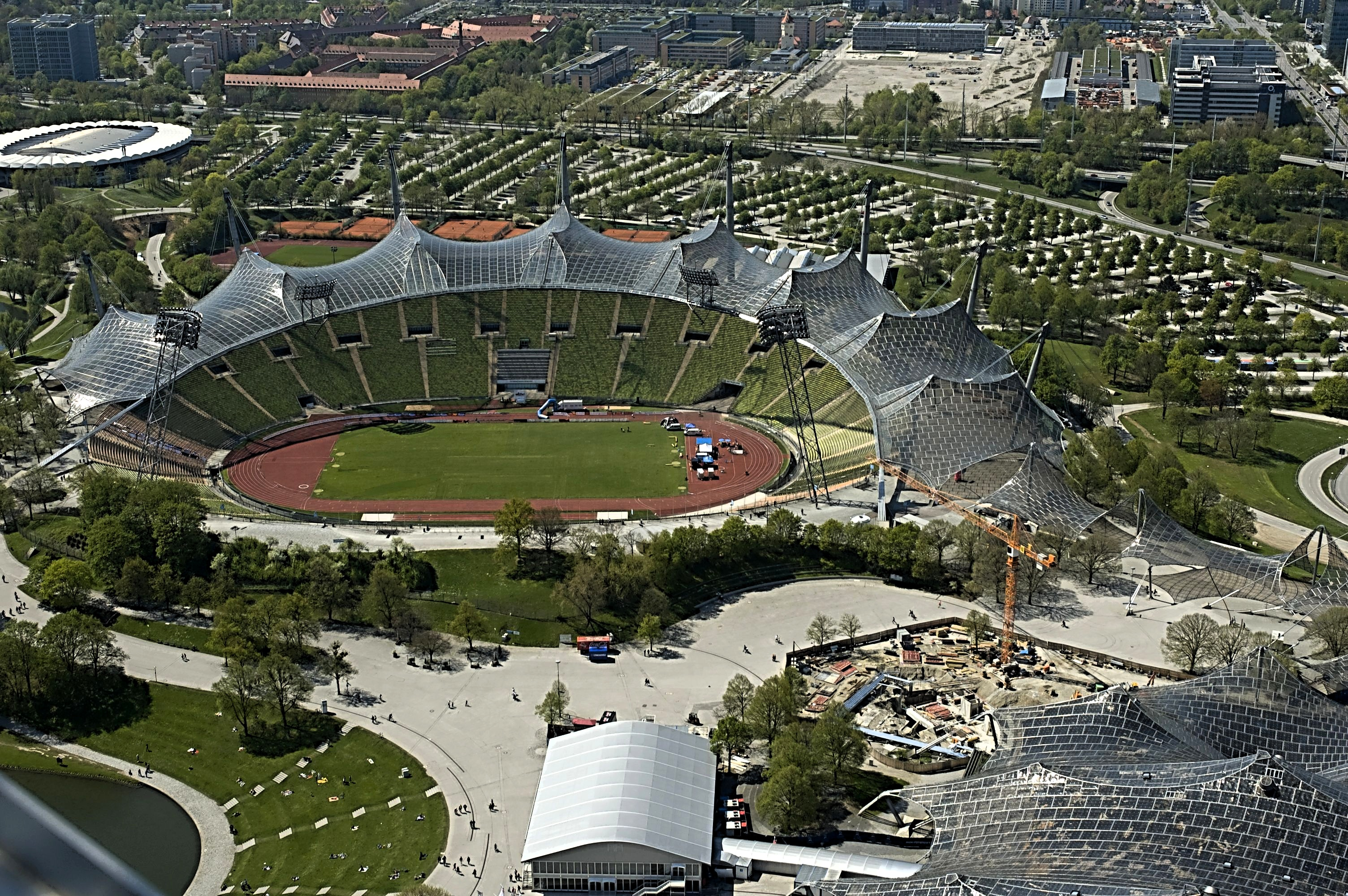
Das Olympiastadion in München von oben im Jahr 2009

Der Speerwurf der Frauen bei den Leichtathletik-Europameisterschaften 2002 wurde am 6. und 8. August 2002 im Münchener Olympiastadion ausgetragen.
Erstmals wurde bei einer großen internationalen Meisterschaft ein ähnlich wie auch bei den Männern schon seit 1986 modifizierter Speer mit einem nach vorne verlagerten Schwerpunkt eingesetzt. Der Hauptgrund dafür lag in der Messproblematik, die durch den flachen Auftreffwinkel der alten Speermodelle entstand. Oft gab es keine oder eine nur schwer erkennbare Marke, die der Speer beim Auftreffen hinterließ, was die Weitenmessung häufig sehr schwierig oder den Wurf manchmal sogar ungültig machte. Durch den beim neuen Speer nach vorne verlagerten Schwerpunkt wurde dieses Problem deutlich verringert.
Europameisterin wurde die griechische Olympiazweite von 2000, Weltmeisterin von 1999 und Vizeweltmeisterin von 2001 Mirela Manjani.
Die Deutsche Steffi Nerius errang die Silbermedaille.
Wie schon vier Jahre zuvor ging Bronze an die finnische WM-Dritte von 1995 Mikaela Ingberg.

## Rekorde

### Bestehende Rekorde
| Weltrekord           | 71,54 m                                            | Osleidys Menéndez                                  | Rethymno, Kreta (Griechenland)                     | 1. Juli 2001                                       |
| Europarekord         | 69,48 m                                            | Trine Hattestad                                    | Oslo, Norwegen                                     | 28. Juli 2000                                      |
| Meisterschaftsrekord | Speerwurf erstmals mit neuem Wurfgerät ausgetragen | Speerwurf erstmals mit neuem Wurfgerät ausgetragen | Speerwurf erstmals mit neuem Wurfgerät ausgetragen | Speerwurf erstmals mit neuem Wurfgerät ausgetragen |

### Erste Meisterschaftsrekorde
- Qualifikation am 6. August
  - 60,17 m – Steffi Nerius (Deutschland), Gruppe A
  - 61,09 m – Mirela Manjani (Griechenland), Gruppe A
- Finale am 8. August
  - 63,14 m – Aggelikí Tsiolakoúdi (Griechenland), erster Durchgang
  - 67,47 m – Mirela Manjani (Griechenland), zweiter Durchgang

Dieser neue Meisterschaftsrekord hatte Bestand bis zu den Europameisterschaften 2018.

## Legende
Kurze Übersicht zur Bedeutung der Symbolik – so üblicherweise auch in sonstigen Veröffentlichungen verwendet:
| DNS | nicht am Start (did not start) |
| –   | verzichtet                     |
| x   | ungültig                       |

## Qualifikation
6. August 2002
Zwanzig Wettbewerberinnen traten in zwei Gruppen zur Qualifikationsrunde an. Eine von ihnen (hellblau unterlegt) übertraf die Qualifikationsweite für den direkten Finaleinzug von 61,00 m. Damit war die Mindestzahl von zwölf Finalteilnehmerinnen nicht erreicht. Das Finalfeld wurde mit den elf nächstplatzierten Sportlerinnen (hellgrün unterlegt) auf zwölf Werferinnen aufgefüllt. So reichten für die Finalteilnahme schließlich 55,20 m.

### Gruppe A

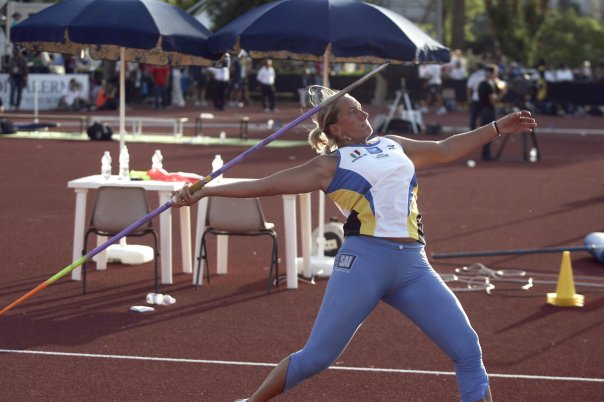
Claudia Coslovich, 1998 EM-Achte, scheiterte mit 54,27 m in der Qualifikation
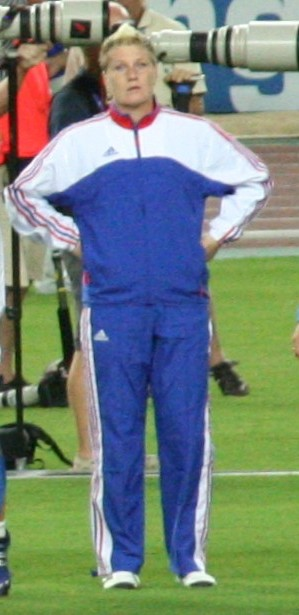
Nikola Tomecková, spätere Nikola Brejchová, erreichte mit 53,88 m nicht das Finale

| Platz | Name                 | Nation       | Weite (m) |
| ----- | -------------------- | ------------ | --------- |
| 1     | Steffi Nerius        | Deutschland  | 60,27 CR  |
| 2     | Mikaela Ingberg      | Finnland     | 59,60     |
| 3     | Aggelikí Tsiolakoúdi | Griechenland | 58,51     |
| 4     | Tatjana Schikolenko  | Russland     | 55,99     |
| 5     | Nikolett Szabó       | Ungarn       | 55,30     |
| 6     | Claudia Coslovich    | Italien      | 54,27     |
| 7     | Nikola Tomecková     | Tschechien   | 53,88     |
| 8     | Sarah Walter         | Frankreich   | 53,34     |
| 9     | Jana Trakmann        | Estland      | 47,18     |
| DNS   | Indrė Jakubaitytė    | Litauen      |           |

### Gruppe B

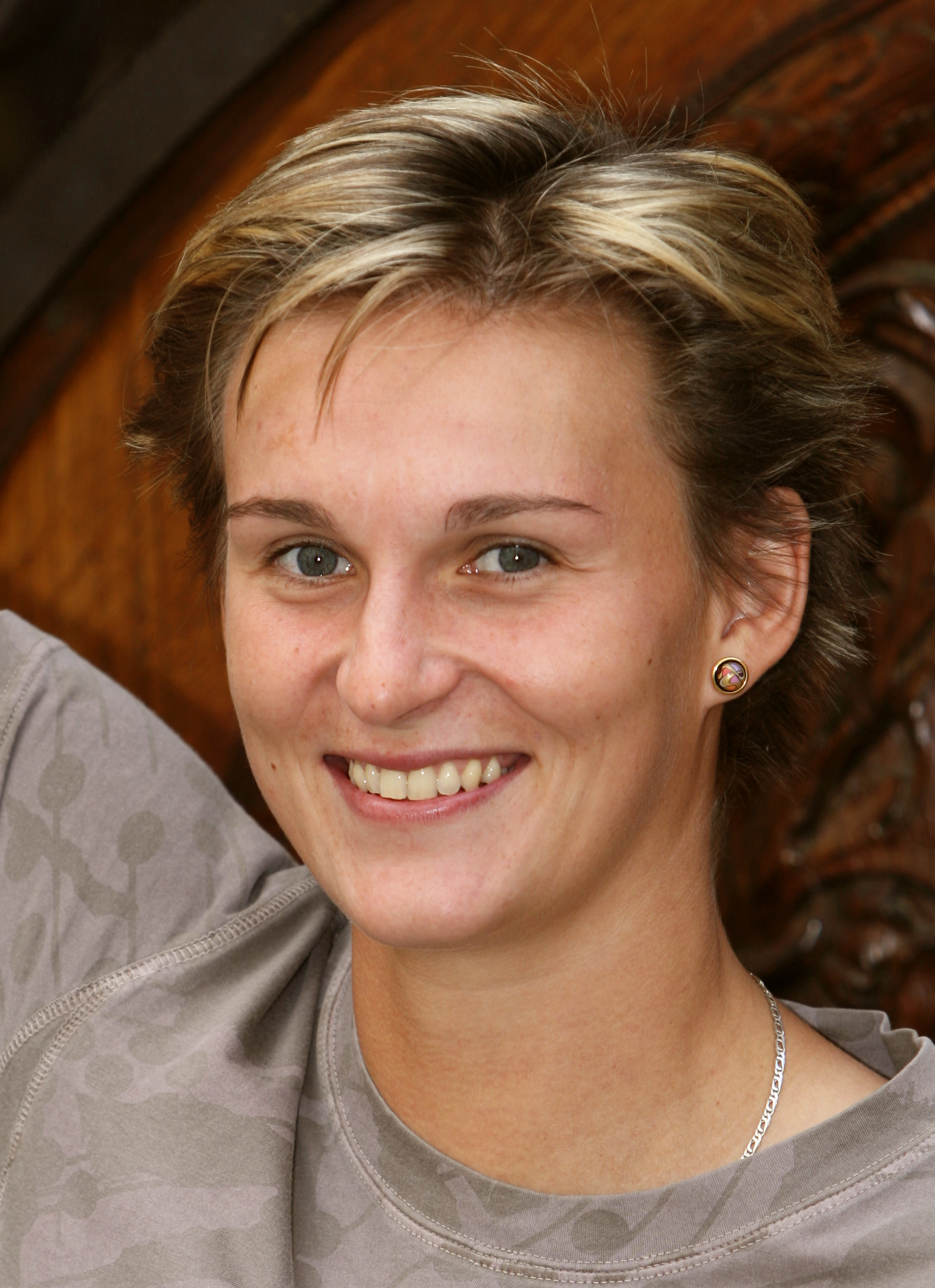
Hier kam für Barbora Špotáková in der Qualifikation mit 51,71 m noch das Aus, später wurde sie zu einer der erfolgreichsten Speerwerferin
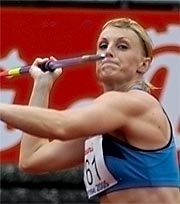
Christina Scherwin schied mit 50,51 m in der Qualifikation aus

| Platz | Name                   | Nation         | Weite (m) |
| ----- | ---------------------- | -------------- | --------- |
| 1     | Mirela Manjani         | Griechenland   | 61,09 CR  |
| 2     | Felicia Țilea-Moldovan | Rumänien       | 58,90     |
| 3     | Kelly Morgan           | Großbritannien | 56,90     |
| 4     | Taina Kolkkala         | Finnland       | 56,01     |
| 5     | Paula Huhtaniemi       | Finnland       | 55,69     |
| 6     | Elisabetta Marin       | Italien        | 55,52     |
| 7     | Inga Kožarenoka        | Lettland       | 55,20     |
| 8     | Khristina Klishchevska | Ukraine        | 51,77     |
| 9     | Barbora Špotáková      | Tschechien     | 51,71     |
| 10    | Christina Scherwin     | Dänemark       | 50,51     |
| 11    | Dörthe Friedrich       | Deutschland    | 49,46     |

## Finale
8. August 2002
| Platz | Name                   | Nation         | Resultat (m) | 1. Versuch (m) | 2. Versuch (m) | 3. Versuch (m) | 4. Versuch (m)                              | 5. Versuch (m)                              | 6. Versuch (m)                              |
| 1     | Mirela Manjani         | Griechenland   | 67,47 CR     | 60,77000       | 67,47 CR       | 63,19          | x                                           | 60,71                                       | –                                           |
| 2     | Steffi Nerius          | Deutschland    | 64,09000     | 61,76000       | x000           | 64,09          | 63,12                                       | 61,81                                       | x                                           |
| 3     | Mikaela Ingberg        | Finnland       | 63,50000     | x000           | 61,03000       | 61,35          | x                                           | –                                           | 63,50                                       |
| 4     | Tatjana Schikolenko    | Russland       | 63,27000     | 62,57000       | 60,83000       | 62,17          | 62,31                                       | x                                           | 63,27                                       |
| 5     | Aggelikí Tsiolakoúdi   | Griechenland   | 63,14000     | 63,14 CR       | 61,79000       | x              | 59,93                                       | x                                           | 57,86                                       |
| 6     | Elisabetta Marin       | Italien        | 60,12000     | 54,30000       | 52,51000       | 60,12          | x                                           | 51,52                                       | 52,95                                       |
| 7     | Taina Kolkkala         | Finnland       | 59,81000     | 59,66000       | x000           | 59,81          | 59,23                                       | x                                           | x                                           |
| 8     | Nikolett Szabó         | Ungarn         | 59,28000     | 58,88000       | 59,22000       | 59,28          | x                                           | x                                           | x                                           |
| 9     | Felicia Țilea-Moldovan | Rumänien       | 58,88000     | 58,88000       | x000           | x              | nicht im Finale der besten acht Werferinnen | nicht im Finale der besten acht Werferinnen | nicht im Finale der besten acht Werferinnen |
| 10    | Paula Huhtaniemi       | Finnland       | 56,24000     | 53,16000       | 56,24000       | x              | nicht im Finale der besten acht Werferinnen | nicht im Finale der besten acht Werferinnen | nicht im Finale der besten acht Werferinnen |
| 11    | Inga Kožarenoka        | Lettland       | 55,28000     | 55,28000       | x000           | x              | nicht im Finale der besten acht Werferinnen | nicht im Finale der besten acht Werferinnen | nicht im Finale der besten acht Werferinnen |
| 12    | Kelly Morgan           | Großbritannien | 53,89000     | 52,49000       | 53,89000       | x              | nicht im Finale der besten acht Werferinnen | nicht im Finale der besten acht Werferinnen | nicht im Finale der besten acht Werferinnen |

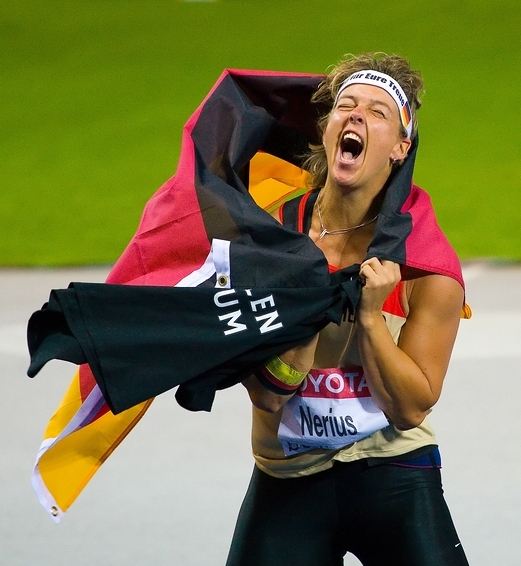
Vizeeuropameisterin Steffi Nerius errang ihre erste große internationalen Medaille – später gab es für sie weitere internationale Medaillen und Titel
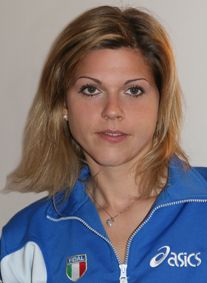
Elisabetta Marin erreichte Platz sechs
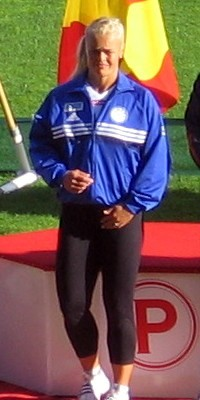
Taina Kolkkala kam auf den siebten Platz

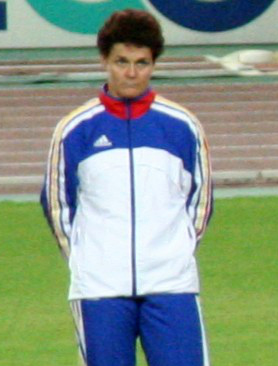
Felicia Țilea-Moldovan verbesserte sich gegenüber 1998 als Neunte um einen Rang – später musste sie eine zweijährige Dopingsperre hinnehmen
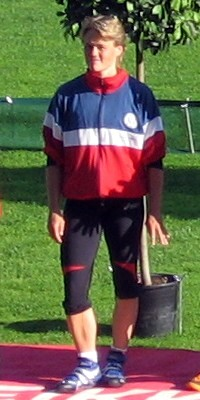
Paula Huhtaniemi, spätere Paula Tarvainen, belegte Rang zehn

## Videolinks
- Mirela Manjani (Greece) javelin 67.47 meters München European Championships (2002-08-08), youtube.com, abgerufen am 24. Januar 2023
- EUROPEAN CHAMPIONSHIPS-MUNICH 2002-PART1 OF 5, Bereich 8:41 min – 9.26 min, youtube.com, abgerufen am 24. Januar 2023
- EUROPEAN CHAMPIONSHIPS-MUNICH 2002-PART2, Bereiche 0:00 min – 0:14 min / 1:30 min – 2:05 min / 6:50 min – 7:41 min, youtube.com, abgerufen am 24. Januar 2023
- EUROPEAN CHAMPIONSHIPS MUNICH 2002 PART 3, Bereiche 0;29 min – 1:19 min / 3:19 min – 3:38 min / 4:17 min – 4:47 min / 7:02 min – 8:13 min, youtube.com, abgerufen am 24. Januar 2023
- EUROPEAN CHAMPIONSHIPS MUNICH 2002 PART4, Bereiche 5:49 min – 6:49 min / 7:42 min – 8:10 min, youtube.com, abgerufen am 24. Januar 2023
- EUROPEAN CHAMPIONSHIPS MUNICH 2002 PART5, Bereiche 1:53 min – 4:23 min / / 6:07 min – 7:58 min, youtube.com, abgerufen am 24. Januar 2023